# Сяксте, Николай
Николай Сьяксте[уточнить] (латыш. Nikolajs Sjakste, 11 мая 1955 года, Рига, Латвийская ССР) — латвийский и советский биохимик, доктор биологических наук (1992). Профессор и заведующий Кафедрой медицинской биохимии Латвийского университета. Ведущий исследователь в Латвийском институте органического синтеза. Академик АН Латвии. окончил 2-й Московский государственный медицинский институт (1972 −1978) и аспирантуру во Вссоюзном онкологическом научном центре (1980—1983).
Главные научные публикации:
- Sjakste N, Sjakste J, Boucher JL, Baumane L, Sjakste T, Dzintare M, Meirena D, Sharipova J, Kalvinsh I. Putative role of nitric oxide synthase isoforms in the changes of nitric oxide concentration in rat brain cortex and cerebellum following sevoflurane and isoflurane anaesthesia. Eur J Pharmacol. 2005, V. 513, No 3, P.193-205.
- Sjakste T, Trapina I, Rumba-Rozenfelde I, Lunin R, Sugoka O, Sjakste N. Identification of a Novel Candidate Locus for Juvenile Idiopathic Arthritis at 14q13.2 in the Latvian Population by Association Analysis with Microsatellite Markers. DNA Cell Biol. 2010; 29(9):543-51.
- Sjakste N, Bielskiene K, Bagdoniene L, Labeikyte D, Gutcaits A, Vassetzky Y, Sjakste T. Tightly bound to DNA proteins: Possible universal substrates for intranuclear processes. Gene. 2012; 492(1):54-64.